# Znajdźka
Znajdźka, właśc. przedmiot do zebrania (ang. collectible) – przedmiot umieszczony w wirtualnym świecie w grze komputerowej, którego poszukiwanie i zebranie stanowią czynności opcjonalne, a więc nie są wymagane do ukończenia głównej fabuły w grze. Pojedyncze znajdźki mogą zawierać dodatkowe informacje o uniwersum gry. Za zdobycie kolekcji znajdziek gracz może otrzymać osiągnięcie, dostęp do wcześniej zablokowanych elementów gry, dodatkowe punkty powiększające końcowy wynik rozgrywki, podniesienie statystyk postaci gracza lub dodatkowy element ekwipunku dla bohatera.
Twórcy gier zazwyczaj starają się ukryć przed graczem znajdźki tak, aby nie były łatwo widoczne i wymagały od gracza eksploracji cyfrowego świata. W przypadku niektórych produkcji gracz może zdobyć przedmiot lub umiejętność, które pozwalają na lokalizację umieszczonych w świecie gry znajdziek. W przypadku, gdy takie ułatwienie lokalizacji znajdziek nie zostało zastosowane w grze, część graczy decyduje się na skorzystanie z poradników w formie map, obrazków lub plików wideo z gry, pozwalających szybko określić pozycję poszukiwanego przedmiotu w świecie gry.
Znajdźkami mogą być np. w paczki w Grand Theft Auto III (2001), nieśmiertelniki w Gears of War (2006), nagrania w BioShock (2007), strony książek w Alan Wake (2010) lub gazety w Homefront (2011). W niektórych produkcjach po znalezieniu znajdźki gracz musi wykonać inną czynność niż zebranie przedmiotu poprzez podniesienie go lub przejście przez niego. Np. w świecie gry Grand Theft Auto IV (2008) są rozmieszczone gołębie, które gracz może zestrzelić, a w Assassin’s Creed II (2009) rozlokowane są symbole, które zawierają zagadki logiczne do rozwiązania. Znajdźki, które nie wnoszą nic do gry, a po ich skolekcjonowaniu gracz otrzymuje jedynie osiągnięcie, są krytykowane przez część środowiska graczy jako próba sztucznego wydłużenia gry przez twórców. Ponadto część graczy określa kolekcjonowanie znajdziek jako czynność irytującą, męczącą i nużącą.